# Rattus andamanensis
Rattus andamanensis är en däggdjursart som beskrevs av Blyth 1860. Rattus andamanensis ingår i släktet råttor, och familjen råttdjur. Inga underarter finns listade i Catalogue of Life.
Ursprungligen klassificerades bara populationen på Andamanerna som Rattus andamanensis. Populationen på det sydostasiatiska fastlandet listades som R. sikkimensis och beståndet på Koh Samui och andra thailändska öar som R. remotus. Enligt nyare forskningar tillhör alla populationer samma art.
Denna råtta förekommer med flera från varandra skilda populationer i södra och sydöstra Asien. Utbredningsområdet för den största populationen sträcker sig från Nepal och södra Kina till centrala Thailand och centrala Vietnam. Mindre populationer finns bland annat på Andamanerna och på Hainan. Arten vistas i låglandet och i bergstrakter upp till 2000 meter över havet. Det naturliga habitatet utgörs av skogar och dessutom besöks buskskogar och odlade områden.
Individerna når en kroppslängd (huvud och bål) av 15,5 till 20 cm och svansen är allmänt 2 till 3 cm längre. Vikten ligger vid 105 till 150 gram. Djuret liknar svartråttan (Rattus rattus) i utseende men det har bland annat större öron och längre morrhår. Pälsen är orangebrun på ryggen med glest fördelade svarta hår. Buken har en vitaktig färg, ibland med rödbrun skugga. Hos några populationer förekommer en liten vit tofs vid svansspetsen.
Rattus andamanensis är inte känd som skadedjur men den kan lätt förväxlas med svartråttan.